# Saint-Priest-Taurion
Saint-Priest-Taurion (tiếng Occitan: Sent Préch) là một xã của tỉnh Haute-Vienne, thuộc vùng Nouvelle-Aquitaine, miền trung nước Pháp.